# Liga de Unidade e Ação Revolucionária

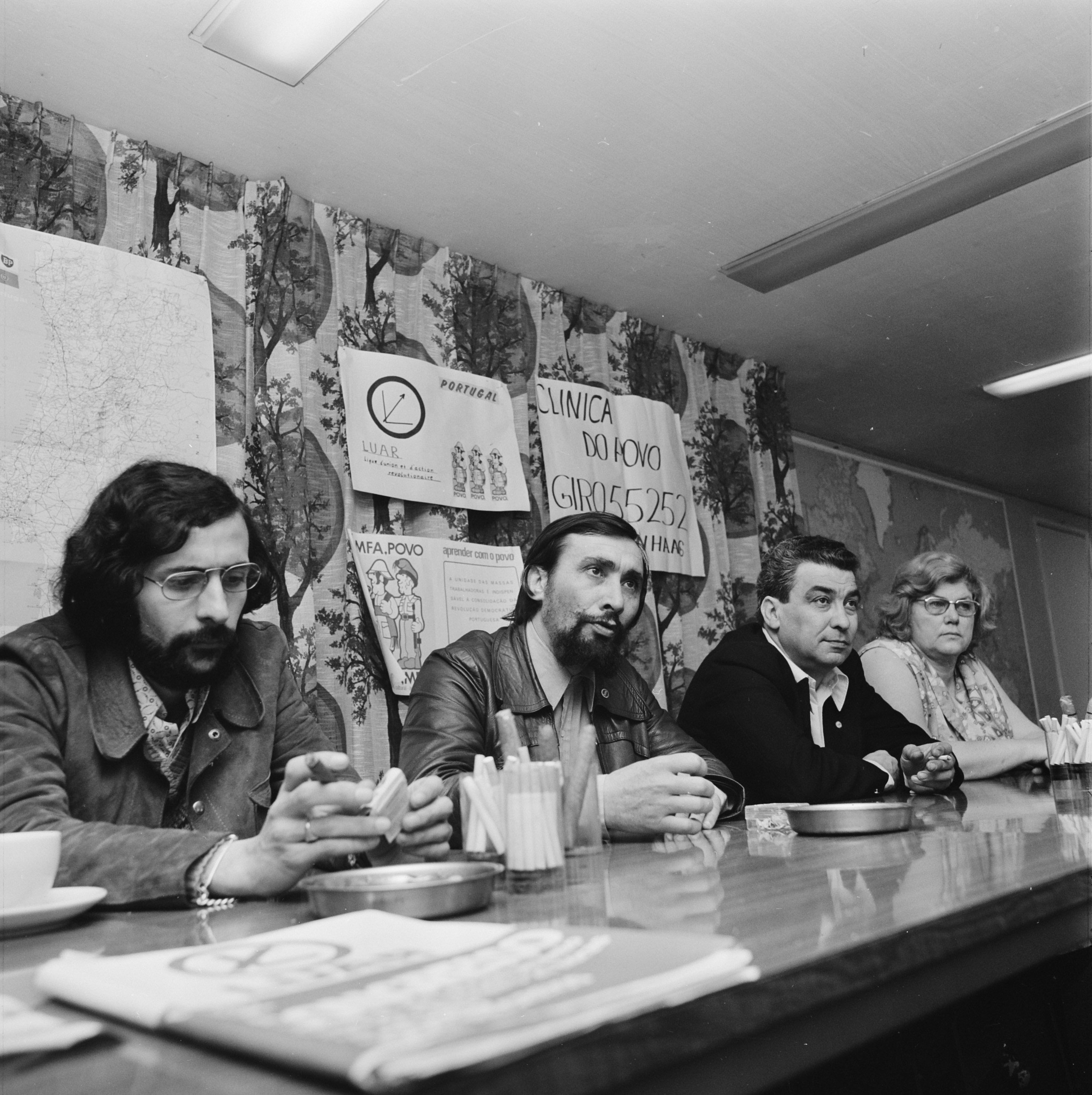
Luar (Haia, 1975) - Camilo Mortágua, Fernando Pereira, Aurelio Zevedo e mme Zevedo

Liga de Unidade e Acção Revolucionária (LUAR) foi um movimento político fundado em Paris, em 19 de julho de 1967, sob a liderança de Hermínio da Palma Inácio, depois do assalto ao banco de Portugal na Figueira da Foz. Foi dissolvida em 1976.

## Fundação

### Princípios
O seu manifesto publicado a Janeiro de 1974, “Por uma utilização correcta dos novos métodos de luta, pela Revolução Socialista” terá sido redigido sobretudo por Armando Ribeiro, Fernando Pereira Marques e Rui Pereira. A Revolução Socialista da Luar não queria a ditadura do proletariado, mas sim a democracia directa.

### Membros e breve historial
Fundadores:
- Hermínio da Palma Inácio: Sabota 28 aviões (1947); viveu na clandestinidade, torturado pela PIDE, foge do Aljube em Maio de 1948. Conhece Humberto Delgado e Henrique Galvão, organizando o desvio de um avião da TAP, em 1961, para distribuir panfletos. Em França e Espanha é detido por "banditismo" a pedido do Estado Novo, mas é libertado pelos tribunais. Depois de várias ações pela LUAR será preso e "barbaramente torturado". Será libertado aquando da Revolução de Abril. Adere eventualmente ao Partido Socialista. É condecorado com a Grã-Cruz da Ordem da Liberdade em 2000.
- Camilo Mortágua: Participa no desvio do Santa Maria (1961) e no desvio do avião da TAP (1961), antes da Operação Mondego com a LUAR.
- Emídio Guerreiro, futuro líder interino (na ausência, por motivos de saúde, de Francisco Sá Carneiro) do Partido Popular Democrático (hoje PSD)
- Fernando Pereira Marques, futuro deputado do Partido Socialista.

Outros membros incluíam:
- António Barracosa deserta do serviço militar na Guiné, tendo conversas com Amílcar Cabral. Da Guiné segue para Argel, e depois França, juntando-se a Mortágua. Participa nas ações da Figueira da Foz, Évora e Covilhã. Foi detido durante quatro meses na Bélgica, passando depois a residir em Argel. Depois da Revolução volta, conclui o curso de Direito e torna-se professor do ensino secundário, chegando a ser Diretor de Escola.
- Armando Ribeiro
- José Hipólito Santos colaborou com a Seara Nova e com o MUD-Juvenil. Participa na revolta da Sé (1959) e na revolta de Beja (1961). Participa no Maio de 1968, foi dirigente da LUAR e do PRP, preso político e exilado em Argel. Profissionalmente, foi professor universitário em Paris e Lisboa, e perito das Nações Unidas. Continuou a participar civicamente.
- Luis Benvindo foi despertado para a política por Humberto Delgado, participa nas ações da Figueira da Foz, Évora e Covilhã. Homem de confiança de Palma Inácio. Tenta voltar a Portugal, mas acaba emigrado em Bruxelas, mantendo a sua participação cívica.

## Atividades e ações[2][3]
A LUAR defendia a "violência revolucionária e acções armadas contra o regime, também com sabotagem de meios usados na guerra colonial. Porém, era rejeitado o recurso a actos terroristas e o assassínio de pessoas".

### Jornal Fronteira
Publicado desde Paris.

### Assalto ao Banco de Portugal na Figueira da Foz (Operação Mondego)
Uma brigada oposicionista, em 17 de maio de 1967, liderada por Palma Inácio, assalta a agência do Banco de Portugal na Figueira da Foz, desviando vinte e nove mil contos. Tomam um pequeno avião no campo de aviação de Cernache e conseguem escapar. A LUAR (Liga de Unidade e Ação Revolucionária) é fundada em Paris, em 19 de junho, sob a liderança do chefe operacional de tal assalto.

### Ocupação da Casa de Portugal, Paris
Durante o Maio de 1968, em Paris, participam na ocupação da Casa de Portugal na Cidade Universitária.

### Assalto ao Quartel de Évora (Operação Diana)
A 17 de Setembro de 1967 recuperam pistolas e munições

### Plano de Ocupação da Covilhã (Operação Matias)
Planeiam tomar a Covilhã, fazer uma declaração ao país e evacuar. Tal não se efetiva, levando à prisão vários operacionais, incluindo Palma Inácio.

### “Operação Primavera”
A 30 de Abril de 1969, a LUAR sabota três pilares de alta-tensão no Porto e faz detonar uma explosão junto ao Consulado Americano do Porto.

### Fuga da sede da PIDE
A 8 de maio de 1969, a LUAR promove a fuga de Palma Inácio da sede da PIDE no Porto.

### Sabotagem de fragatas
A 12 de outubro de 1969, a LUAR patrocina a sabotagem de fragatas da Marinha de Guerra num estaleiro de Hamburgo.

### Assalto a consulados da ditadura
A LUAR assaltou consulados de Portugal em Roterdão (1 de Maio de 1971) e Luxemburgo (4 de Junho de 1971).

### Assalto a carrinha de valores
A 9 de abril de 1972, a LUAR assaltou uma carrinha do Banco da Agricultura, em Paris.

## Pós 25 de Abril

### Atividades armadas
No pós 25-de Abril, ofensivas armadas da LUAR estiveram em ponto morto. Ainda assim, a partir das frustradas manifestações de 28 de setembro, é recrutada para ajudar a garantir a segurança de Vasco Gonçalves em São Bento, em conjunto com outros grupos populares da "extrema-esquerda".
É, apesar da relativa inactividade, acusada por fontes, ainda hoje obscuras, de estar envolvida na Operação "Matança de Páscoa", suposta operação militar de preparação de um golpe de estado em Portugal que envolveria o assassínio de centenas de personalidades contrárias a Moscovo. Levará à precipitação da Intentona de 11 de Março por António Spínola e seus aliados.
Não há qualquer indicação desse rumor da "matança" ser verdadeiro, sendo contrária à limitada violência da LUAR. Vasco Lourenço sugere que possam ter sido os serviços secretos americanos ou russos para se livrarem de Spínola.

### Atividades políticas
No seguimento do Verão Quente, a 25 de Agosto de 1975 a LUAR junta-se na Frente de Unidade Popular com outros partidos de esquerda com o objetivo de apoiar o V Governo Provisório de Vasco Gonçalves e em oposição à contestação liderada pelo Partido Socialista. Com a saída do PCP a 28 de Agosto, o movimento será denominado de Frente de Unidade Revolucionária (FUR). A FUR inclui ainda MDP/CDE, MES, FSP - Frente Socialista Popular, LCI, e PRP/BR. Com a demissão do governo a 6 de Setembro, a FUR dissolve-se.
A LUAR dissolve-se em 1976.

### Citações
1. ↑  «Página de "25 de Abril"». Consultado em 30 de março de 2016. Arquivado do original em 9 de abril de 2016
2. 1 2 3  «Em directo da redacção - Fundador da LUAR conta tempos de resistência armada à ditadura». RFI. 12 de março de 2024. Consultado em 20 de outubro de 2024
3. 1 2 3  José Hipólito Santos (2011) Felizmente houve a LUAR. Âncora Editora.
4. ↑  António Almeida Santos (2000) Quase Retratos. Notícias Editorial, Lisboa)
5. ↑  DN, Redacao (21 de agosto de 2005). «LUAR garante segurança do 'Companheiro Vasco'». Diário de Notícias. Consultado em 27 de março de 2025
6. ↑  «Boletim Informativo do Movimento das Forças Armadas» (PDF). Rua das Trinas, nº 49, Lisboa: Instituto Hidrográfico. Boletim Informativo do Movimento das Forças Armadas (16). 23 de abril de 1975
7. ↑  Noronha, Ricardo (2016). «Anatomia de um golpe de estado fracassado». Ler História: 71–87. ISSN 0870-6182. doi:10.4000/lerhistoria.2487. Consultado em 1 de dezembro de 2024
8. ↑  Carvalho, Miguel (2017). Quando Portugal ardeu. Histórias e segredos da violência política no pós-25 de Abril. [S.l.]: Oficina do Livro